# Атлетіку Мінейру
«Атлетіку Мінейру» (порт. Clube Atlético Mineiro) — бразильський футбольний клуб з міста Белу-Оризонті, штат Мінас-Жерайс. Заснований 25 березня 1908 року, клуб є одним із найстаріших та найвідоміших у країні. Один із засновників Клубу 13 та перший офіційний чемпіон Бразилії у 1971 році. У 2021 році «Атлетіку Мінейру» провів найуспішніший сезон в історії, вигравши чемпіонат Бразилії, Кубок Бразилії та чемпіонат штату Мінас-Жерайс.
Символом клубу є півень (порт. Galo), що уособлює мужність і бійцівський характер — це прізвисько глибоко закріпилось у культурі вболівальників. У 1990-х роках клуб двічі здобув Кубок КОНМЕБОЛ, а у 2013 році клуб виграв Кубок Лібертадорес без жодної поразки.
У 2023 році клуб відкрив власний стадіон — Арена МРВ, збудований у західній частині Белу-Оризонті. До того року клуб виступав на стадіоні «Мінейран», власником якого є футбольний клуб «Крузейру».
Прихильники клубу, відомі як Atleticanos, вважаються одними з найвідданіших у Бразилії.

## Досягнення
- Кубок Лібертадорес: 1

2013
- Кубок КОНМЕБОЛ: 2

1992, 1997
- Рекопа Південної Америки: 1

2014
- Чемпіон Бразилії: 2

1971, 2021
- Кубок Бразилії: 2

2014, 2021
- Суперкубок Бразилії: 1

2022
- Ліга Мінейро: 47

1915, 1926, 1927, 1931, 1932, 1936, 1938, 1939, 1941, 1942, 1946, 1947, 1949, 1950, 1952, 1953, 1954, 1955, 1956, 1958, 1962, 1963, 1970, 1976, 1978, 1979, 1980, 1981, 1982, 1983, 1985, 1986, 1988, 1989, 1991, 1995, 1999, 2000, 2007, 2010, 2012, 2013, 2015, 2017, 2020, 2021, 2022